# 耶克拉德埃尔特斯
耶克拉德埃尔特斯，是西班牙卡斯蒂利亚-莱昂萨拉曼卡省的一个市镇。 总面积57平方公里，总人口347人（2001年），人口密度6人/平方公里。